# 胡尔纯
胡尔纯（？—1634年），山东人，二支祖胡禧的曾孙。明朝政治人物。
胡尔纯自幼聪明好学，曾入“宅后王”家塾读书。明历年十三年（公元1585年）中举人，为经魁。在县里有了政治地位，后在京任礼部侍郎的进士（费县南关人）张四知结为儿女亲家。

## 生涯
崇祯四年（公元1631年）得力与张四知推举，被朝廷选授为陕西省风翔府陇州知州。
胡尔纯上任伊始，政清廉洁，多有作为。但当时陕西灾荒，农民起义风起云涌。他训练农民武装守城，修建城墙，小股匪盗不能进入。未及二载，流贼“过天星”带领数十万农民武装，响应李自成起义，杀官劫库，攻城略池，势夺陇州城。胡尔纯督兵守城，坚持数月，外援不至，内绝弓矢，人心思逃。崇祯七年（公元1634年）闰八月初八日。县城被攻破，胡尔纯被俘。一说自杀，一说被杀。

## 追封
崇祯九年（1636年）十二月，皇帝追赠胡尔纯为光祿寺少卿。

## 延伸阅读
[在维基数据编辑]
 《明史卷二百九十二》，出自《明史》